# 야후! 위젯
야후! 위젯(Yahoo! Widgets)은 맥 OS X 및 마이크로소프트 윈도우, 특히 윈도우 XP, 비스타 및 윈도우 7용으로 개발되다가 개발이 중단된 무료 응용 프로그램 플랫폼이다. 이 소프트웨어는 이전에 Konfabulator라고 불렸지만 2005년 7월 25일 컴퓨터 서비스 회사인 야후!에 인수된 후 브랜드가 변경되었다. Konfabulator라는 이름은 이후 기본 렌더링 엔진의 이름으로 복원되었다. 엔진은 XML 인터프리터와 결합된 자바스크립트 런타임 환경을 사용하여 위젯이라고 하는 작은 애플리케이션을 실행하므로 위젯 엔진이라고 하는 소프트웨어 애플리케이션 클래스의 일부이다. 2012년 2월 27일, 야후는 2012년 4월 3일 기준 야후! 위젯은 계속 다운로드할 수 있지만 지원 및 개발은 중단된다.